# Go-go
Go-go é um subgênero de música popular associado ao funk que se originou na região de Washington D.C., entre meados dos anos 60 e final dos anos 70. Permanece principalmente popular na área metropolitana de Washington como um estilo de música exclusivamente regional. Um grande número de bandas contribuiu para a evolução inicial do gênero, mas os Young Senators, Black Heat, e o cantor e guitarrista Chuck Brown e os Soul Searchers são os responsáveis por ter desenvolvido a maioria das características do estilo.